# アンフィオン (偵察巡洋艦)
アンフィオン (HMS Amphion) はイギリス海軍の偵察巡洋艦。アクティブ級。

## 艦歴
1911年3月起工。同年12月4日進水。1913年3月就役。
1914年8月5日、「アンフィオン」と第3駆逐群は北海でドイツの機雷敷設艦「ケーニギン・ルイゼ」を沈めた。翌8月6日の午前6時30分にハリッジへ帰投途中の「アンフィオン」は触雷し、爆発沈没した。沈没地点は北緯52度12分東経2度36分であった。乗員149名と捕虜となっていた「ケーニギン・ルイゼ」の乗員18名が死亡した。また、爆発の破片によって駆逐艦「ラーク」で3名の死者が生じた。
「アンフィオン」は第一次世界大戦で最初に失われたイギリス海軍艦艇である。